# Mon père, ce héros
Pour plus de détails, voir Fiche technique et Distribution.
Mon père, ce héros est un film français de Gérard Lauzier sorti en 1991.
Le titre du film vient du poème Après la Bataille de Victor Hugo, publié en 1859 dans le recueil La Légende des siècles.

## Synopsis
Fille de parents divorcés, Véronique a 14 ans. Son père André l'emmène en vacances lors des fêtes de fin d'année à l'île Maurice. Lors du séjour, Véronique va faire la connaissance d'un jeune homme, Benjamin, dont les parents ont une maison sur l'île. Afin d'attirer ses faveurs, l'adolescente fait croire à Benjamin qu'André n'est pas son père mais son compagnon tout en s'inventant une vie.

## Fiche technique
- Titre : Mon père, ce héros
- Réalisation et scénario : Gérard Lauzier
- Musique : François Bernheim
- Directeur de la photographie : Patrick Blossier
- Montage : Georges Klotz
- Production : Jean-Louis Livi
- Sociétés de production : DD Productions, Film par Film, Orly Films, TF1 Films Production
- Pays :  France
- Langue originale : français
- Genre : comédie
- Durée : 1h45 minutes
- Dates de sorties : 23 octobre 1991

## Distribution
- Gérard Depardieu : André Arnel
- Marie Gillain : Véronique Arnel
- Patrick Mille : Benjamin
- Catherine Jacob : Christelle
- Charlotte de Turckheim : Irina
- Éric Berger : Julien
- Evelyne Lagesse : la femme notable
- Franck-Olivier Bonnet : le barman
- Yan Brian : le père de Benjamin
- Benoît Allemane : le notable
- Harriet Batchelor : la fiancée de Benjamin
- Gérard Hérold : Patrick
- Jean-François Rangasamy : Pablo
- Koomaren Chetty : Karim
- Nicolas Sobrido : Maxime

## Bande originale
- Sans mensonges, paroles et musique de François Bernheim, interprété par Marie Gillain
- Avec elle avec elle, paroles de Jean-Pierre Lang, musique de François Bernheim, interprété par Jean-Alain Clency
- Fun in the sun, paroles de Janet Woollacott, musique de François Bernheim, interprété par Slim Batteux
- Quand une femme tombe en amour, paroles de Jean-Pierre Lang, musique de François Bernheim, interprété par Karen Tungay
- Sega, paroles de Jean-Pierre Lang, musique de François Bernheim, interprété par Jean-Alain Clency
- Ça va (I'm fine), paroles de François Bernheim et Pierre-André Dousset, musique de François Bernheim, interprété par Gérard Depardieu ; paroles anglaises de Slim Batteux, version anglaise interprétée par Bruce Johnston

## Autour du film
- Ce film est la première apparition à l'écran de Marie Gillain, d'Éric Berger et de Patrick Mille.
- C'est Marie Gillain qui interprète la chanson du générique de début Sans mensonges et Gérard Depardieu qui interprète celle de fin avec un titre bossa nova intitulé Ça va.
- Un remake américain est sorti en 1994 sous le titre français My Father, ce héros, (titre original :  My Father the Hero) toujours avec Gérard Depardieu mais avec Katherine Heigl dans le rôle joué par Marie Gillain.